# Gábor Totola
Gábor Totola (Budapest, 10 dicembre 1973) è uno schermidore ungherese, vincitore di una medaglia d'argento nella scherma ai giochi olimpici.